# Michałówek (Otwock)
Pour les articles homonymes, voir Michałówek.
Michałówek (prononciation : [mixaˈwuvɛk]) est un village polonais de la gmina de Wiązowna dans le powiat d'Otwock de la voïvodie de Mazovie dans le centre-est de la Pologne.

## Histoire
De 1975 à 1998, le village appartenait administrativement à la voïvodie de Varsovie.